# Чемпіонат світу з боротьби 2015
Чемпіонат світу з боротьби 2015 пройшов від 7 до 12 вересня 2015 року в Лас-Вегасі (США) в спортивному комплексі Орлеанс Арена.

## Загальний медальний залік
| Місце | Країна         | Золото | Срібло | Бронза | Загалом |
| ----- | -------------- | ------ | ------ | ------ | ------- |
| 1     | Росія          | 4      | 2      | 8      | 14      |
| 2     | США            | 4      | 0      | 3      | 7       |
| 3     | Туреччина      | 3      | 1      | 2      | 6       |
| 4     | Японія         | 3      | 1      | 1      | 5       |
| 5     | Азербайджан    | 2      | 3      | 3      | 8       |
| 6     | Україна        | 2      | 1      | 6      | 9       |
| 7     | Монголія       | 1      | 3      | 1      | 5       |
| 8     | Куба           | 1      | 1      | 0      | 2       |
| 9     | Грузія         | 1      | 0      | 3      | 4       |
| 10    | Німеччина      | 1      | 0      | 1      | 2       |
| 11    | Вірменія       | 1      | 0      | 0      | 1       |
| 11    | Італія         | 1      | 0      | 0      | 1       |
| 13    | Іран           | 0      | 3      | 4      | 7       |
| 14    | КНР            | 0      | 2      | 0      | 2       |
| 14    | Узбекистан     | 0      | 2      | 0      | 2       |
| 16    | Білорусь       | 0      | 1      | 1      | 2       |
| 16    | Швеція         | 0      | 1      | 1      | 2       |
| 18    | Данія          | 0      | 1      | 0      | 1       |
| 18    | Фінляндія      | 0      | 1      | 0      | 1       |
| 18    | Південна Корея | 0      | 1      | 0      | 1       |
| 21    | Болгарія       | 0      | 0      | 4      | 4       |
| 22    | Казахстан      | 0      | 0      | 2      | 2       |
| 22    | Північна Корея | 0      | 0      | 2      | 2       |
| 24    | Канада         | 0      | 0      | 1      | 1       |
| 24    | Естонія        | 0      | 0      | 1      | 1       |
| 24    | Індія          | 0      | 0      | 1      | 1       |
| 24    | Нідерланди     | 0      | 0      | 1      | 1       |
| 24    | Нігерія        | 0      | 0      | 1      | 1       |
| 24    | Сербія         | 0      | 0      | 1      | 1       |
| Total | Total          | 24     | 24     | 48     | 96      |

## Командний залік
| Місце | Чоловіки, вільний стиль | Чоловіки, вільний стиль | Чоловіки, греко-римська | Чоловіки, греко-римська | Жінки, вільний стиль | Жінки, вільний стиль |
| Місце | Країна                  | Очки                    | Країна                  | Очки                    | Країна               | Очки                 |
| ----- | ----------------------- | ----------------------- | ----------------------- | ----------------------- | -------------------- | -------------------- |
| 1     | Росія                   | 61                      | Росія                   | 46                      | Японія               | 51                   |
| 2     | Іран                    | 48                      | Азербайджан             | 39                      | КНР                  | 42                   |
| 3     | Грузія                  | 44                      | Україна                 | 35                      | США                  | 31                   |
| 4     | Монголія                | 41                      | Іран                    | 31                      | Україна              | 30                   |
| 5     | Азербайджан             | 39                      | Казахстан               | 23                      | Росія                | 29                   |
| 6     | Туреччина               | 33                      | Білорусь                | 21                      | Азербайджан          | 29                   |
| 7     | США                     | 29                      | Туреччина               | 20                      | Монголія             | 27                   |
| 8     | Болгарія                | 23                      | Німеччина               | 20                      | Болгарія             | 24                   |
| 9     | Україна                 | 20                      | Киргизстан              | 20                      | Швеція               | 21                   |
| 10    | Індія                   | 14                      | Куба                    | 19                      | Білорусь             | 19                   |

## Медалісти

### Чоловіки, вільний стиль
| Дисципліна | Золото                           | Срібло                            | Бронза                       |
| ---------- | -------------------------------- | --------------------------------- | ---------------------------- |
| 57 кг      | Владімер Хінчегашвілі Грузія     | Хассан Рахімі Іран                | Ерденебатин Бехбаяр Монголія |
| 57 кг      | Владімер Хінчегашвілі Грузія     | Хассан Рахімі Іран                | Віктор Лебедєв Росія         |
| 61 кг      | Гаджі Алієв Азербайджан          | Батболдин Номін Монголія          | Владімір Дубов Болгарія      |
| 61 кг      | Гаджі Алієв Азербайджан          | Батболдин Номін Монголія          | Василь Шуптар Україна        |
| 65 кг      | Франк Чамісо Італія              | Іхтійор Наврузов Узбекистан       | Сослан Рамонов Росія         |
| 65 кг      | Франк Чамісо Італія              | Іхтійор Наврузов Узбекистан       | Ахмад Мохаммаді Іран         |
| 70 кг      | Магомедрасул Газімагомедов Росія | Хассан Яздані Іран                | Якуп Гьор Туреччина          |
| 70 кг      | Магомедрасул Газімагомедов Росія | Хассан Яздані Іран                | Джеймс Грін США              |
| 74 кг      | Джордан Берроуз США              | Пуревжавин Онорбат Монголія       | Нарсінгх Панчам Ядав Індія   |
| 74 кг      | Джордан Берроуз США              | Пуревжавин Онорбат Монголія       | Аніуар Гедуєв Росія          |
| 86 кг      | Абдулрашид Садулаєв Росія        | Селім Яшар Туреччина              | Сандро Амінашвілі Грузія     |
| 86 кг      | Абдулрашид Садулаєв Росія        | Селім Яшар Туреччина              | Аліреза Карімі Іран          |
| 97 кг      | Кайл Снайдер США                 | Абдусалам Гадісов Росія           | Хетаг Газюмов Азербайджан    |
| 97 кг      | Кайл Снайдер США                 | Абдусалам Гадісов Росія           | Павло Олійник Україна        |
| 125 кг     | Таха Акгюль Туреччина            | Джамаладдін Магомедов Азербайджан | Гено Петріашвілі Грузія      |
| 125 кг     | Таха Акгюль Туреччина            | Джамаладдін Магомедов Азербайджан | Білял Махов Росія            |

### Чоловіки, греко-римська
| Дисципліна | Золото                   | Срібло                       | Бронза                       |
| ---------- | ------------------------ | ---------------------------- | ---------------------------- |
| 59 кг      | Ісмаель Борреро Куба     | Ровшан Байрамов Азербайджан  | Юн Вон Чол Північна Корея    |
| 59 кг      | Ісмаель Борреро Куба     | Ровшан Байрамов Азербайджан  | Алмат Кебіспаєв Казахстан    |
| 66 кг      | Френк Стаблер Німеччина  | Рю Хан Су Південна Корея     | Давор Штефанек Сербія        |
| 66 кг      | Френк Стаблер Німеччина  | Рю Хан Су Південна Корея     | Артем Сурков Росія           |
| 71 кг      | Расул Чунаєв Азербайджан | Армен Варданян Україна       | Адам Курак Росія             |
| 71 кг      | Расул Чунаєв Азербайджан | Армен Варданян Україна       | Закаріас Таллрот Швеція      |
| 75 кг      | Роман Власов Росія       | Марк Мадсен Данія            | Енді Байсек США              |
| 75 кг      | Роман Власов Росія       | Марк Мадсен Данія            | Досжан Картіков Казахстан    |
| 80 кг      | Сельджук Чебі Туреччина  | Віктор Сосуновський Білорусь | Юсеф Хадерян Іран            |
| 80 кг      | Сельджук Чебі Туреччина  | Віктор Сосуновський Білорусь | Лаша Гобадзе Грузія          |
| 85 кг      | Жан Беленюк Україна      | Рустам Ассакалов Узбекистан  | Хабіболла Ахлагі Іран        |
| 85 кг      | Жан Беленюк Україна      | Рустам Ассакалов Узбекистан  | Саман Тахмасебі Азербайджан  |
| 98 кг      | Артур Алексанян Вірменія | Гасем Резаеї Іран            | Іслам Магомедов Росія        |
| 98 кг      | Артур Алексанян Вірменія | Гасем Резаеї Іран            | Дмитро Тимченко Україна      |
| 130 кг     | Риза Каяалп Туреччина    | Міхайн Лопес Куба            | Олександр Черницький Україна |
| 130 кг     | Риза Каяалп Туреччина    | Міхайн Лопес Куба            | Білял Махов Росія            |

### Жінки, вільний стиль
| Дисципліна | Золото                           | Срібло                       | Бронза                         |
| ---------- | -------------------------------- | ---------------------------- | ------------------------------ |
| 48 кг      | Ері Тосака Японія                | Марія Стадник Азербайджан    | Джессіка Блажка Нідерланди     |
| 48 кг      | Ері Тосака Японія                | Марія Стадник Азербайджан    | Женев'єв Моррісон Канада       |
| 53 кг      | Саорі Йосіда Японія              | Софія Маттссон Швеція        | Чон Мьон Сук Північна Корея    |
| 53 кг      | Саорі Йосіда Японія              | Софія Маттссон Швеція        | Одунайо Адекуороє Нігерія      |
| 55 кг      | Гелен Мароуліс США               | Ірина Ологонова Росія        | Евеліна Ніколова Болгарія      |
| 55 кг      | Гелен Мароуліс США               | Ірина Ологонова Росія        | Тетяна Кіт Україна             |
| 58 кг      | Каорі Ітьо Японія                | Петра Оллі Фінляндія         | Еліф Жалі Ешильирмак Туреччина |
| 58 кг      | Каорі Ітьо Японія                | Петра Оллі Фінляндія         | Юлія Раткевич Азербайджан      |
| 60 кг      | Оксана Гергель Україна           | Сухегійн Церенчимед Монголія | Джанан Манолова Болгарія       |
| 60 кг      | Оксана Гергель Україна           | Сухегійн Церенчимед Монголія | Лей Евелін Джейнс США          |
| 63 кг      | Соронзонболдин Батцецег Монголія | Рісако Каваї Японія          | Юлія Ткач Україна              |
| 63 кг      | Соронзонболдин Батцецег Монголія | Рісако Каваї Японія          | Тайбе Юсейн Болгарія           |
| 69 кг      | Наталія Воробйова Росія          | Чжоу Фен КНР                 | Сара Досьо Японія              |
| 69 кг      | Наталія Воробйова Росія          | Чжоу Фен КНР                 | Аліне Фоккен Німеччина         |
| 75 кг      | Аделіна Грей США                 | Чжоу Цянь КНР                | Василіса Марзалюк Білорусь     |
| 75 кг      | Аделіна Грей США                 | Чжоу Цянь КНР                | Епп Мяе Естонія                |

## Країни, що взяли участь
Взяло участь 821 учасників з 95 країн.
| - Албанія (3) - Алжир (2) - Американське Самоа (5) - Аргентина (2) - Вірменія (15) - Австралія (3) - Австрія (12) - Азербайджан (23) - Білорусь (23) - Болівія (1) - Бразилія (17) - Болгарія (22) - Камерун (2) - Канада (18) - Чилі (4) - КНР (24) - Китайський Тайбей (2) - Колумбія (10) - Коста-Рика (1) - Хорватія (6) - Куба (11) - Чехія (10) - Данія (2) - Еквадор (3) - Єгипет (9) - Сальвадор (1) - Естонія (6) - Фінляндія (8) - Франція (7) - Грузія (16) - Німеччина (20) - Велика Британія (1) | - Греція (11) - Гуам (1) - Гватемала (1) - Гвінея-Бісау (1) - Гаїті (1) - Гондурас (3) - Угорщина (21) - Індія (23) - Іран (16) - Ірак (1) - Ірландія (1) - Ізраїль (7) - Італія (12) - Японія (24) - Казахстан (24) - Косово (2) - Киргизстан (16) - Латвія (4) - Литва (7) - Північна Македонія (5) - Маршаллові Острови (3) - Мексика (13) - Молдова (16) - Монако (2) - Монголія (16) - Марокко (5) - Намібія (3) - Науру (1) - Нідерланди (1) - Нова Зеландія (1) - Нігерія (1) - Північна Корея (7) | - Норвегія (6) - Пакистан (1) - Палау (3) - Палестина (1) - Панама (1) - Перу (4) - Польща (16) - Португалія (3) - Пуерто-Рико (10) - Румунія (12) - Росія (23) - Сенегал (2) - Сербія (7) - Словаччина (8) - Словенія (2) - ПАР (5) - Південна Корея (22) - Іспанія (9) - Шрі-Ланка (4) - Швеція (9) - Швейцарія (7) - Таджикистан (9) - Тринідад і Тобаго (1) - Туніс (1) - Туреччина (24) - Туркменістан (6) - Україна (24) - США (24) - Узбекистан (15) - Венесуела (18) - В'єтнам (5) |